# Alex Meret
Alex Meret (Údine, provincia de Údine, Italia, 22 de marzo de 1997) es un futbolista italiano que juega de portero en la S. S. C. Napoli de la Serie A de Italia.

## Trayectoria

### Udinese y cesión al SPAL
Se formó en la cantera del club principal de su ciudad natal, el Udinese. En la temporada 2015-16 fue agregado al primer equipo del club friulano como segundo de Orestis Karnezis. Su debut como profesional se produjo el 2 de diciembre de 2015, a los 18 años de edad, en el partido de la cuarta ronda de Copa Italia contra el Atalanta (ganado 3 a 1 por el Udinese). Jugó también el partido siguiente del torneo, en la derrota por 2 a 1 contra el Lazio de Roma.
En el verano de 2016 fue cedido al S.P.A.L. de Ferrara, recién ascendido a la Serie B. Debutó en la primera fecha, el 27 de agosto de 2016, contra el Benevento (2:0 para el club campano). Ganó el puesto de titular y totalizó 32 presencias (2 en Copa Italia y 30 en Serie B).
La temporada siguiente el préstamo al S.P.A.L. fue renovado; sin embargo, Meret no pudo jugar durante la primera parte de la temporada debido a una operación de ingle. Volvió al campo el 28 de enero de 2018, en la fecha 22, ante el Inter de Milán (1:1). El 21 de abril del mismo año acabó su temporada, debido a una lesión en el hombro padecida en el partido contra la Roma.

### Napoli
Vuelto al Udinese, el 5 de julio de 2018 fichó por el Napoli, por 22,5 millones de euros. En la pretemporada, se lesionó durante un entrenamiento, sufriendo una fractura desplazada del cúbito del brazo izquierdo. Debutó con el equipo napolitano el 8 de diciembre, en la victoria por 4-0 de local contra el Frosinone en la 15.ª jornada. Encontró espacio en los siguientes partidos, siendo a menudo preferido a David Ospina, que también llegó aquel verano. El 29 de enero de 2019 debutó en la Copa Italia en el partido de cuartos de final perdido por 2-0 ante el AC Milan. El 14 de febrero debutó en las copas europeas, jugando como titular en el partido Zúrich-Nápoles (1-3) valedero para la ida de los octavos de final de la Liga Europea. Terminó su primera temporada en el Napoli con 21 presencias totales, 14 de ellas en la liga.
Al inicio de la siguiente temporada, el 17 de septiembre de 2019, debutó en la Liga de Campeones en el partido de la fase de grupos ganado por 2 a 0 contra el Liverpool en el San Paolo. En la temporada alternó con Ospina, convirtiéndose en su segundo durante la dirección de Gennaro Gattuso (que sustituyó a Carlo Ancelotti en diciembre). Ante la suspensión de su compañero, el 17 de junio de 2020 jugó como titular en la final de la Copa Italia, ganada ante la Juventus de Turín en la tanda de penaltis: en la ocasión, Meret fue decisivo al parar el intento de Paulo Dybala.
En la temporada 2020-2021, siguió alternando con Ospina, que sin embargo fue preferido a él en los partidos más importantes, salvo que volvió a ser titular en el final de temporada por una lesión del colombiano. El 13 de febrero de 2021, salió a relucir en el partido de liga ganado por 1-0 de local contra la Juventus, resultando decisivo con una serie de paradas a Cristiano Ronaldo y Federico Chiesa.
Al comienzo de la temporada 2021-2022, bajo el nuevo entrenador Luciano Spalletti, jugó como titular en los dos primeros partidos de liga. Luego, también debido a una lesión en la vértebra lumbar, Ospina le fue preferido como titular en la Serie A, mientras que encontró espacio en la Liga Europea. Terminó la temporada con sólo 15 presencias en todas las competiciones.
Tras la marcha de Ospina, comenzó la temporada siguiente como titular, deteniendo también un penalti a Lorenzo Colombo en el partido de local contra el Lecce, valedero para la fecha 4 de la Serie A y que terminó 1-1. Durante la primera mitad de la temporada fue autor de buenas actuaciones, realizando intervenciones decisivas sobre todo en los partidos contra el AC Milan y el Atalanta de Bérgamo, ambos ganados con resultado de 2 a 1 por los azzurri. El 5 de octubre siguiente se hizo oficial su renovación con el Napoli hasta 2024, con opción de prórroga por un año más por parte del club. El 12 de febrero de 2023 cumplió 100 partidos en la Serie A en la victoria por 3-0 de local ante la Cremonese. El 17 de febrero siguiente, con motivo del partido entre el Sassuolo y el Napoli, valedero para la 23.ª jornada del campeonato y que terminó 0-2 para los napolitanos, mantuvo su portería imbatida por decimotercera vez en una temporada (11 en la Serie A y 2 en Liga de Campeones), superando su anterior récord personal de doce porterías a cero en una sola temporada, logrado en la temporada 2016-2017 con la S.P.A.L. El 18 de abril, durante el partido en casa contra el AC Milan, valedero para la vuelta de los cuartos de final de la Liga de Campeones, detuvo un penalti a Olivier Giroud. El 4 de mayo de 2023, gracias al empate del Nápoles en el campo del Udinese, ganó el primer Scudetto de su carrera.
En la temporada siguiente fue confirmado como titular en la portería del conjunto partenopeo, acumulando un total de 39 apariciones y deteniendo dos penales: uno a Matteo Pessina, en el empate sin goles en casa contra el Monza, y otro a Matías Soulé, en el empate 2-2 frente al Frosinone, otra vez en el Estadio Maradona. Sin embargo, la temporada resultó negativa para el Napoli, que terminó el campeonato en la décima posición, quedando fuera de las competiciones europeas por primera vez en 14 años.
La temporada 2024-2025, bajo la nueva dirección de Antonio Conte, vio la reconfirmación de Meret como titular indiscutible y especialista en detener penales. El 10 de agosto de 2024, en el debut de la temporada, fue decisivo en el partido en casa contra el Modena, válido por los dieciseisavos de final de la Copa Italia y concluido en penales tras el 0-0 en el tiempo reglamentario; en esa ocasión, el guardameta napolitano contribuyó al avance de ronda al detener los lanzamientos desde el punto penal de Thomas Battistella y Giovanni Zaro. También en el transcurso del campeonato detuvo dos penales: a Florian Thauvin, en la victoria de visitante del Napoli ante Udinese (1-3), y a Santiago Giménez, en el triunfo en casa frente al Milan (2-1). Sus actuaciones ayudaron a que el Napoli tuviera la mejor defensa del torneo, al término del cual el equipo se consagró campeón de Italia por cuarta vez en su historia; Meret no solo ganó su segundo Scudetto, a dos años del anterior, sino que terminó el campeonato con el mayor número de porterías imbatidas (17). El 27 de junio siguiente, renovó su contrato con el club azzurro hasta 2027.

## Selección nacional
Ha sido internacional con la selección de fútbol de Italia en las categorías sub-16, sub-17, sub-18, sub-19 y sub-21. El 18 de marzo de 2017 fue convocado por primera vez a la selección absoluta por Giampiero Ventura. El 18 de noviembre de 2019 debutó con esta entrando en los últimos minutos de la victoria italiana por 9-1 ante Armenia en la clasificación para la Eurocopa 2020.

### Participaciones en Eurocopas
| Copa          | Sede     | Resultado        | Partidos | Goles |
| ------------- | -------- | ---------------- | -------- | ----- |
| Eurocopa 2020 | Europa   | Campeón          | 0        | 0     |
| Eurocopa 2024 | Alemania | Octavos de final | 0        | 0     |

## Estadísticas

### Clubes
Actualizado al último partido disputado el 23 de mayo de 2025.
| Udinese Calcio · Italia               | 1.ª           | 2015-16       | 0   | 0   | 2  | 3  | ―  | ―  | 2   | 3   |
| Udinese Calcio · Italia               | Total club    | Total club    | 0   | 0   | 2  | 3  | 0  | 0  | 2   | 3   |
| S.P.A.L. · Italia                     | 2.ª           | 2016-17       | 30  | 26  | 2  | 5  | ―  | ―  | 32  | 31  |
| S.P.A.L. · Italia                     | 1.ª           | 2017-18       | 13  | 16  | 0  | 0  | ―  | ―  | 13  | 16  |
| S.P.A.L. · Italia                     | Total club    | Total club    | 43  | 42  | 2  | 5  | 0  | 0  | 45  | 47  |
| S. S. C. Napoli · Italia              | 1.ª           | 2018-19       | 14  | 9   | 1  | 2  | 6  | 7  | 21  | 18  |
| S. S. C. Napoli · Italia              | 1.ª           | 2019-20       | 22  | 33  | 1  | 0  | 6  | 4  | 29  | 37  |
| S. S. C. Napoli · Italia              | 1.ª           | 2020-21       | 22  | 29  | 1  | 2  | 5  | 5  | 28  | 36  |
| S. S. C. Napoli · Italia              | 1.ª           | 2021-22       | 7   | 6   | 1  | 4  | 7  | 13 | 15  | 23  |
| S. S. C. Napoli · Italia              | 1.ª           | 2022-23       | 34  | 24  | 1  | 2  | 10 | 8  | 45  | 34  |
| S. S. C. Napoli · Italia              | 1.ª           | 2023-24       | 31  | 40  | 0  | 0  | 8  | 13 | 39  | 53  |
| S. S. C. Napoli · Italia              | 1.ª           | 2024-25       | 34  | 25  | 1  | 0  | —  | —  | 35  | 25  |
| S. S. C. Napoli · Italia              | Total club    | Total club    | 164 | 165 | 6  | 10 | 42 | 50 | 212 | 228 |
| Total carrera                         | Total carrera | Total carrera | 207 | 208 | 10 | 18 | 42 | 50 | 259 | 276 |
| (1) Hace referencia a goles encajados |               |               |     |     |    |    |    |    |     |     |

## Palmarés

### Campeonatos nacionales
| Título      | Club            | País   | Año     |
| ----------- | --------------- | ------ | ------- |
| Serie B     | S.P.A.L.        | Italia | 2016-17 |
| Copa Italia | S. S. C. Napoli | Italia | 2019-20 |
| Serie A     | S. S. C. Napoli | Italia | 2022-23 |
| Serie A     | S. S. C. Napoli | Italia | 2024-25 |

### Campeonatos internacionales
| Título   | Club (*)            | Sede   | Año  |
| -------- | ------------------- | ------ | ---- |
| Eurocopa | Selección de Italia | Europa | 2020 |

(*) Incluyendo la selección.